# 舟津宜史
- 舟津 宜史
- 舟津 宣史

舟津 宜史（ふなつ よしふみ、1973年3月29日 - ）は、日本テレビの報道局ニュースセンターチーフプロデューサー。元アナウンサー。

## 来歴・人物
北海道札幌市出身。北海道札幌北高等学校（41期生）、早稲田大学法学部卒。
1996年4月入社。同期アナウンサーは寺島淳司、古市幸子、森富美。
アナウンサー時代はスポーツ中継や報道番組などを担当。特にスポーツ中継はサッカー、陸上競技、ボクシングなど幅広い分野で活躍した。
2004年12月1日付の定期異動により、営業局に異動。スポット営業部、名古屋支局を経て、報道局へ。社会部ではヘリ中継などで活躍し、その後マルチニュース制作部へ。日テレNEWS24、Oha!4 NEWS LIVE、ニッポンの大疑問αでデスクを担当。2015年6月1日付の定期異動により編成局編成部に、2018年12月1日より報道局ニュースセンター統括プロデューサーに、2019年6月1日より現職。

## 担当番組
- news every.（2019年6月3日 -、チーフプロデューサー、2019年5月31日までは統括プロデューサー）
- 深層NEWS（2021年6月1日 -、統括プロデューサー）

### アナウンサー時代
- スポーツ中継 - サッカー（日本代表戦、セリエA、五輪予選、Jリーグ、高校サッカー、少年サッカー）、陸上競技、ボクシング、NFL、全日本プロレス中継、柔道 ほか[注 9]
  - 新春スポーツスペシャル東京箱根間往復駅伝競走（箱根駅伝中継。第74回大会から第75回大会まで実況担当）[注 10]
  - プロ野球中継[注 11]
- NNNニュースダッシュ（キャスター）[注 12]
- ズームイン!!SUPER
- NNNニューススポット[注 13]
- NNNニュースサンデー[注 14]
- NNNきょうの出来事[注 15]
- NNN24（系列CS放送・ニュース専門チャンネル）の各種番組[注 16]
  - スポ天ワイド[注 17]
- 午後は○○おもいッきりテレビ[注 18]
- 素顔が一番![注 19]
- 投稿!特ホウ王国[注 20]
- 峰竜太のホンの昼メシ前[注 21]
- 速報!歌の大辞テン[注 22]
- ジパングあさ6
- AX MUSIC-TV （ナレーション）
- ウッチャンナンチャンのウリナリ!!

編成時代
- 有吉ゼミ
- 1周回って知らない話（特番第4回）

プロデューサー時代
- news zero（2019年10月28日 - 2020年9月30日、プロデューサー）

## 映画
- ガメラ3 邪神覚醒（1999年） - 臨時ニュースのアナウンサーB役として出演[注 23]